# Tanytarsus branquini
Tanytarsus branquini är en tvåvingeart som beskrevs av Ernst Josef Fittkau och Reiss 1973. Tanytarsus branquini ingår i släktet Tanytarsus och familjen fjädermyggor. Inga underarter finns listade i Catalogue of Life.